# 勃氏西鯡
勃氏西鯡為輻鰭魚綱鲱形目鲱科的其中一種，分布裏海海域，體長可達50公分，棲息在鹹水域，為洄游性魚類，屬肉食性，以小魚、甲殼類、昆蟲、軟體動物等為食，可做為食用魚。

## 擴展閱讀
維基物種上的相關：勃氏西鯡